# John Alexander Sullivan
Pour l’article homonyme, voir John Sullivan.
John Alexander Sullivan (15 août 1879-11 août 1952) est un avocat et homme politique fédéral du Québec.

## Biographie
Né à Beauharnois dans le comté de Beauharnois, John A. Sullivan étudie à Salaberry-de-Valleyfield et à Montréal. Il devient ensuite président de la Sullivan Gold Mines Ltd. et vice-président du Barreau de Montréal durant un moment.
Élu député du Parti conservateur dans la circonscription fédérale de Sainte-Anne en 1930. Il ne se représente pas en 1935. Il avait précédemment tenter sa chance dans Châteauguay—Huntingdon en 1925 et en 1926, mais il fut défait par le libéral James Alexander Robb.